# Enllaç C-Co
Els compostos d'organocobalt (o compostos orgànics del cobalt) són compostos químics que contenen un enllaç químic entre carboni (C) i cobalt (Co) (enllaç C-Co). La química de l'organocobalt és la ciència corresponent que explora les propietats, l'estructura i la reactivitat d'aquests compostos.

La vitamina B₁₂ i els cofactors relacionats són compostos organocobalt

Els compostos d'organocobalt estan implicats en diverses reaccions orgàniques i la important biomolècula vitamina B₁₂ té un enllaç cobalt-carboni. Molts compostos d'organocobalt presenten propietats catalítiques útils; l'exemple preeminent és l'octacarbonil de dicobalt.

## Complexos alquil
Els més fonamentals són els complexos de cobalt amb només lligands alquils. Alguns exemples inclouen Co(4-norbornil)₄ i el seu catió.

Co(4-norbornil)₄ és un exemple rar de complex tetraèdric de baix gir i un cas rar d'un derivat d'organocobalt (V).[3]

L'alquilcobalt està representat per la vitamina B₁₂ i els enzims relacionats. En la metilcobalamina, el lligand és un grup metil, que és electròfil; a la vitamina B₁₂, el lligand alquil és un grup adenosil. Relacionats amb la vitamina B₁₂ hi ha les porfirines de cobalt, els dimetilglioximats i els complexos relacionats de lligands de base de Schiff. Aquests compostos sintètics també formen derivats alquils que pateixen diverses reaccions que recorden els processos biològics. El dèbil enllaç Co(III)-C dels anàlegs de la vitamina B₁₂ es pot explotar en un tipus de polimerització per radicals mediada per cobalt d'èsters acrílics i vinílics (per exemple, acetat de vinil), àcid acrílic i acrilonitril.

## Complexos carbonil
L'octacarbonil de dicobalt reacciona amb hidrogen i alquens per donar aldehids. Aquesta reacció és la base de la hidroformilació, la formació d'aldehids a partir d'un alquè, CO i hidrogen. Un intermedi clau és l'hidrur de tetracarbonilcobalt (HCo(CO)₄). El procés original de Ruhrchemie que produeix propanal a partir d'ètè i gas de síntesi utilitzant octacarbonil de dicobalt ha estat desplaçat per catalitzadors basats en rodi. Els processos que impliquen cobalt els practiquen BASF, EXXON i Shell principalment per a la producció d'alcohols C7-C14 utilitzats per a la producció de tensioactius.

Mecanisme d'hidroformilació catalitzada per cobalt. El procés comença amb la dissociació del CO de l'hidrur de tetracarbonil de cobalt per donar les espècies de 16 electrons (pas 1). La unió posterior de l'alquè dona una espècie 18e (pas 2). Al pas 3, l'olefina s'insereix per donar l'alquil tricarbonil 16e. La coordinació d'un altre equivalent de CO dona alquil tetracarbonil (pas 4).[6] La inserció migratòria de CO dona l'acil 16e al pas 5. Al pas 6, l'addició oxidativa d'hidrogen dona un complex de dihídrid, que al pas 7 allibera aldehid per eliminació reductora.[7] El pas 8 és improductiu i reversible.

En les hidrocarboxilacions, l'hidrogen es substitueix per aigua o un alcohol i el producte de reacció és un àcid carboxílic o un èster. Un exemple d'aquest tipus de reacció és la conversió de butadiè en àcid adípic. Els catalitzadors de cobalt (juntament amb el ferro) són rellevants en el procés Fischer-Tropsch en què se suposa que es formen intermedis d'organocobalt.

### Alquins derivats de Co₂(CO)₈
L'octacarbonil de dicobalt també reacciona amb alquins per donar «tetraedrans» de fórmula Co₂(CO)₆(C₂R₂). Com que els centres carbonil de cobalt es poden eliminar més tard, funciona com a grup protector per a l'alquí. En la reacció de Nicholas també es protegeix un grup alquí i alhora s'activa la posició de carboni alfa per a la substitució nucleòfila.

### Reaccions de ciclització
Els compostos de cobalt reaccionen amb dialquins i diens amb intermedis cíclics en la ciclometal·lació. Altres alquens, alquins, nitrils o monòxid de carboni es poden inserir a l'enllaç Co-C. Els tipus de reaccions basats en aquest concepte són la reacció de Pauson-Khand (inserció de CO) i la trimerització d'alquins (sobretot amb ciclopentadienilcobalt dicarbonil).

## Compostos Cp, al·lil, i alquens

### Compostos sandvitx
Els compostos d'organocobalt es coneixen amb lligands alquè, alil, diè i Cp. Un compost sandvitx famós és el cobaltocè, un metal·locè de 19 electrons que s'utilitza com a agent reductor i font de CpCo. Altres compostos sandvitx són CoCp(C₆Me₆) i Co(C₆Me₆)₂, amb 20 i 21 electrons, respectivament. La reducció del clorur de cobalt(II) anhidre amb sodi en presència de ciclooctadiè dona Co(1,5-ciclooctadiè)(ciclooctenil), un reactiu sintèticament versàtil.

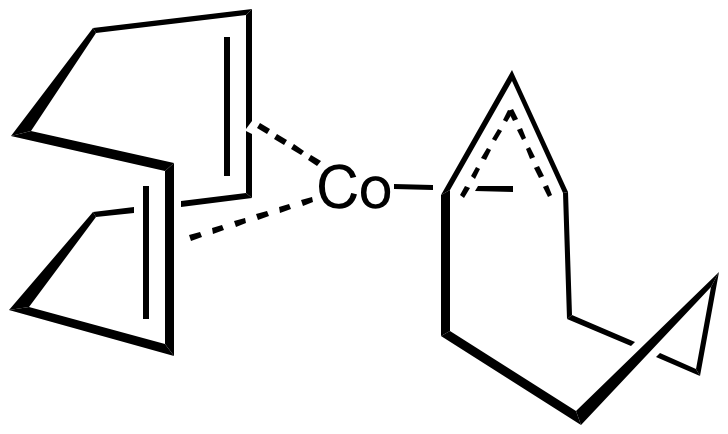
Co(1,5-ciclooctadiè)(ciclooctenil)

### CpCo(CO)₂ i derivats
Els compostos semisandvitx són catalitzadors especialment versàtils. Aquests inclouen ciclopentadienilcobalt dicarbonil (CpCo(CO)₂) així com els complexos d'olefines CpCo(C₂H₄)₂ i CpCo(cod). Catalitzen la trimerització d'alquins, que s'ha aplicat a la síntesi d'una varietat d'estructures complexes.

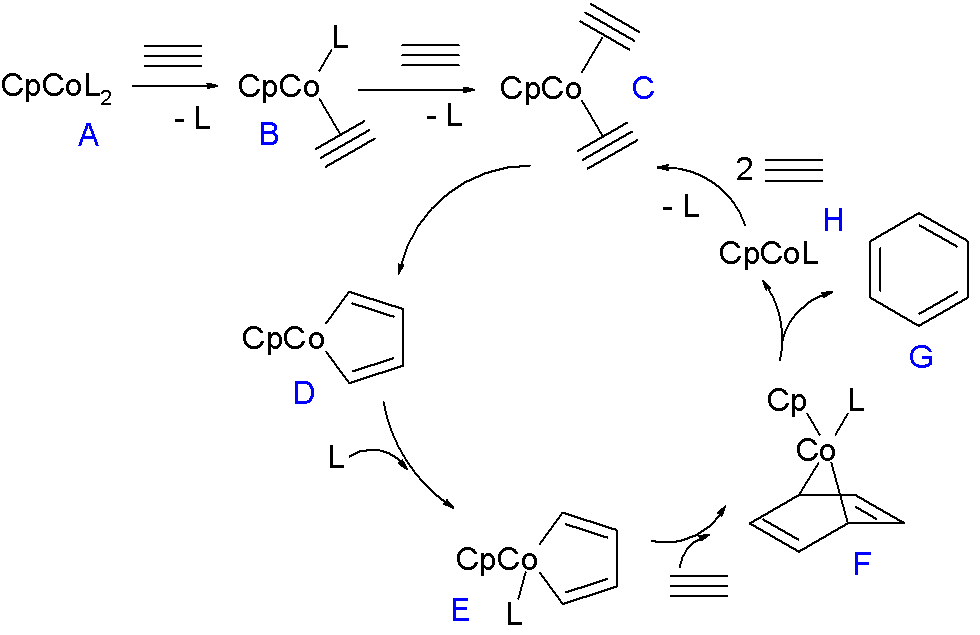
Mecanisme proposat per a la trimerització d'alquins per donar arens

## Miscel·lània
Un dels primers exemples de la química de l'organocobalt és la carbonilació de l'azobenzè amb el octacarbonil de dicobalt descrit per Murahashi i Horiie el 1956:

Reacció catalitzada per azobenzè de cobalt i monòxid de carboni, per Murahashi i Horiie (1956)